# Khndzorut
Khndzorut (in armeno Խնձորուտ?) è un comune di 526 abitanti (2001) della Provincia di Vayots Dzor in Armenia.